# Declan John
Pour les articles homonymes, voir John.
Declan John, né le 30 juin 1995 à Merthyr Tydfil, est un footballeur international gallois qui évolue au poste de défenseur.

## Biographie

### Carrière en club
Le 14 août 2012, il fait ses débuts pour le club de Cardiff City. 
Le 30 août 2017, il est prêté à Rangers.
Le 9 août 2018, il rejoint Swansea City.
Le 1er septembre 2023, il est prêté à Salford City

### Carrière en sélection
Il participe aux éliminatoires du championnat d'Europe des moins de 19 ans 2014 avec le pays de Galles.
Il fait ses débuts pour l'équipe nationale galloise le 11 octobre 2013, dans un match contre la Macédoine.

## Palmarès

### Avec Bolton Wanderers
- Vainqueur de la EFL Trophy en 2023